# Warzone (gra)
Warzone – figurkowa, futurystyczna gra bitewna wydana przez szwedzką firmę Target Games.
Akcja gry dzieje się w świecie znanym z Mutant Chronicles, osadzonym w stylistyce science-fiction. Gra zyskała sobie sporą popularność w Polsce w latach 90. Została przejęta przez amerykańską firmę Excelsior. Doczekała się 3 edycji. W związku ze spadkiem popularności i brakiem polityki promowania gry linia Warzone została zamknięta w 2006 roku. Na początku 2013 roku firma Prodos Games reaktywowała grę pod nazwą Mutant Chronicles Warzone Resurrection. 14 lutego 2013 uruchomiono zbieranie funduszy na grę na stronie Kickstarter.